# 사사키 다이주
사사키 다이주(일본어: 佐々木 大樹, 1999년 9월 17일~)는 일본의 축구 선수이다.

## 구단 경력
그는 2018년 J1리그의 비셀 고베에 입단했다. 2018년 7월 SE 파우메이라스로 임대 이적했다. 2019년 8월 비셀 고베로 복귀했다. 2023년과 2024년 2번의 J1리그 우승을 차지했다.